# Aristolochia cynanchifolia
Aristolochia cynanchifolia är en piprankeväxtart som beskrevs av Mart. & Zucc.. Aristolochia cynanchifolia ingår i släktet piprankor, och familjen piprankeväxter. Inga underarter finns listade i Catalogue of Life.